# Coppa del Baltico 1996
La Coppa del Baltico 1996 è stata la 16ª edizione della competizione, la 6ª dalla reistituzione di questa manifestazione nel 1991 a seguito del collasso dell'Unione Sovietica.
Ha visto, per la sesta volta nella storia, la vittoria della Lituania, che ha preceduto i padroni di casa dell'Estonia.

## Formula
La formula è quella tradizionale della manifestazione, che prevede un girone all'italiana con partite di sola andata tra le tre formazioni partecipanti.

## Classifica finale
| Pos. | Squadra  | Pt | G | V | N | P | GF | GS | DR |
| ---- | -------- | -- | - | - | - | - | -- | -- | -- |
| 1.   | Lituania | 4  | 2 | 1 | 1 | 0 | 3  | 2  | +1 |
| 2.   | Estonia  | 2  | 2 | 0 | 2 | 0 | 2  | 2  | 0  |
| 3.   | Lettonia | 1  | 2 | 0 | 1 | 1 | 2  | 3  | -1 |

## Risultati
| Arbitro: | Dilda |

|           |           |             |
| Rooba 36’ | Marcatori | 16’ Bulders |

| Arbitro: | Saar |

|                                           |           |                |
| Ražanauskas 5’ (rig.) Zdančius 68’ (rig.) | Marcatori | 44’ Jeļisejevs |

| Arbitro: | Braga |

|          |           |                      |
| Reim 21’ | Marcatori | 18’ (rig.) Žvingilas |